# Grimpoteuthis discoveryi
Grimpoteuthis discoveryi là một loài bạch tuộc trong họ Opisthoteuthidae.